# Ohijówka (rejon różyński)
Ohijówka – wieś w rejonie różyńskim obwodu żytomierskiego.